# Bedollo
Bedollo (Bedól in dialetto trentino, Bedull in Pineit in tedesco) è un comune italiano di 1 499 abitanti della provincia di Trento in Trentino-Alto Adige.  
Assieme a Baselga di Piné è uno dei due comuni che compongono l'Altopiano di Piné, ed è uno dei quattro comuni nati dopo la dissoluzione della Magnifica Comunità Pinetana assieme a Baselga di Piné, Lona-Lases e Miola (soppresso). Fa inoltre parte della comunità Alta Valsugana e Bersntol.

## Geografia fisica

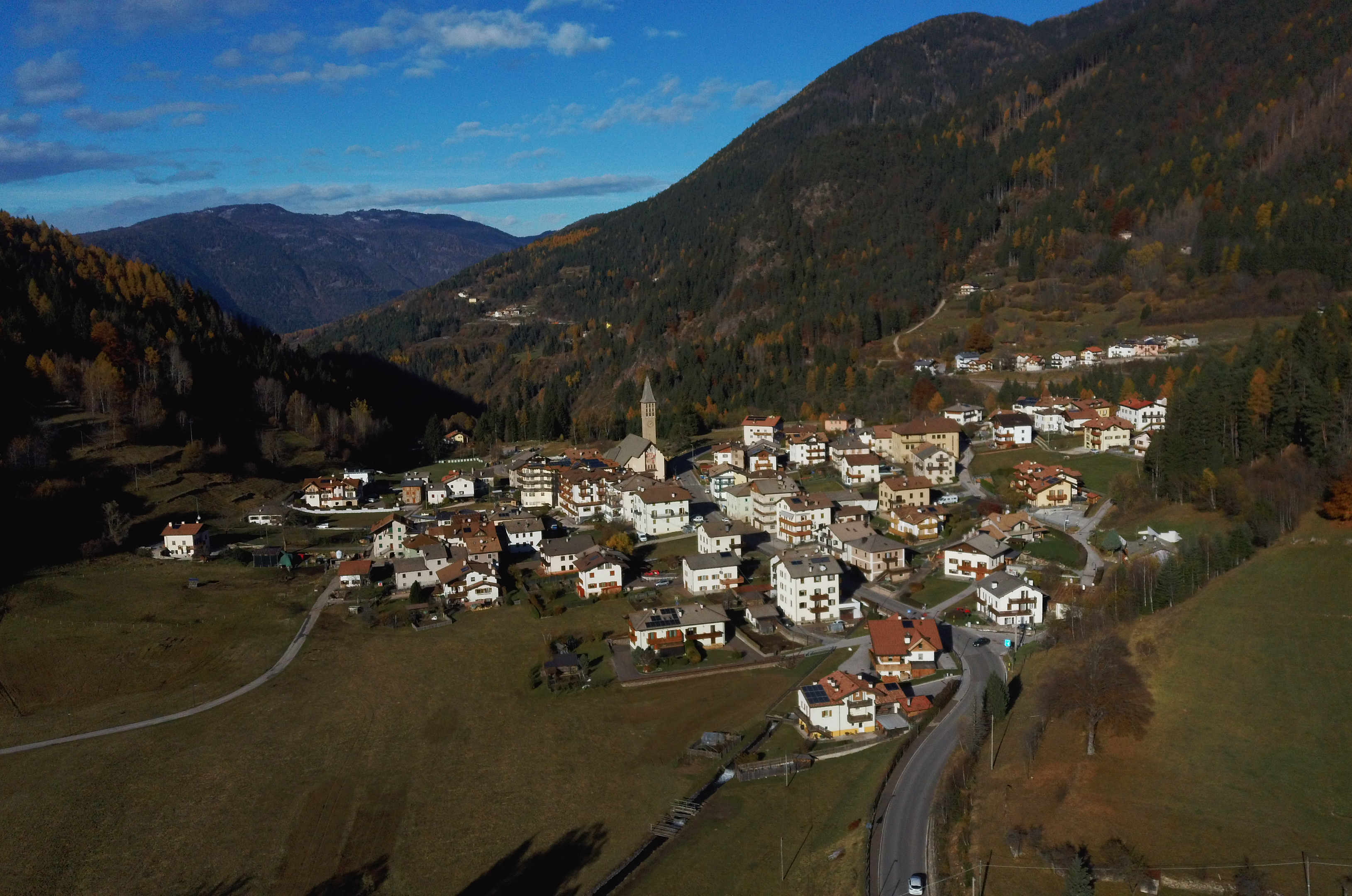
Le frazioni di Brusago e (dietro, a destra) Montepeloso

I gruppi di antichi masi e nuclei abitati (unitisi via via in un unico agglomerato nel Novecento) che formano la frazione sparsa di Bedollo, sorgono sulla soleggiata dorsale sud del monte Gac', si sviluppano su un dislivello di oltre 250 m e godono di una spettacolare vista sui sottostanti laghi delle Piazze e della Serraia sull'altopiano di Piné. Anche la vicina località di Pitoi (facente parte della frazione Regnana), che ha un borgo storico ristrutturato, offre scorci panoramici su Brenta e Alpi altoatesine. La sede comunale si trova a località Centrale.
Le altre frazioni del comune sono: Piazze (con Cialini e località minori), Regnana (paese a maso sparso) e Brusago (con Montepeloso, Gabart e masi sparsi), frazione, quest'ultima, situata alle porte del Lagorai nord-occidentale e punto d'inizio per le escursioni sulle cime di Monte Croce, Fregasoga e Monte Cogne.
Nel suo territorio comunale si trova la cascata del lupo.

## Storia
Fino al secolo XIX erano ancora presenti insediamenti di tipo tedesco.

### Simboli
Stemma
Lo stemma è stato concesso con regio decreto del 17 marzo 1930.
È rappresentata una betulla (bedol) sovrastata da tre pigne a ricordo dell'antica appartenenza alla Magnifica Comunità di Pinè.
Gonfalone
Il gonfalone è stato approvato con D.G.P. del 28 ottobre 1983.

## Monumenti e luoghi di interesse

### Architetture religiose
- Chiesa di Sant'Osvaldo, parrocchiale costruita nel XVIII secolo e consacrata nel 1833
- Chiesa della Natività di Maria, parrocchiale nella frazione di Piazze
- Chiesa della Madonna delle Grazie nella frazione di Regnana
- Chiesa della Madonna del Buon Consiglio nella frazione di Brusago

### Aree archeologiche
- Area archeologica Acqua Fredda

## Società

### Evoluzione demografica
Abitanti censiti

### Qualità della vita e riconoscimenti
- Comune Riciclone 2011: un importante riconoscimento di Legambiente che premia Bedollo come primo comune del Nord Italia, con popolazione inferiore a 10 000 abitanti, per la raccolta differenziata dei rifiuti[11][12].